# Tanarthrus iselini
Tanarthrus iselini är en skalbaggsart som beskrevs av Chandler 1975. Tanarthrus iselini ingår i släktet Tanarthrus och familjen kvickbaggar. Inga underarter finns listade i Catalogue of Life.